# Tschitschkajul
Der Tschitschkajul (russisch Чичкаю́л; auch Tschitschka-Jul, Чи́чка-Ю́л) ist ein 450 km langer rechter Nebenfluss des Tschulym in der Oblast Tomsk in Russland.

## Verlauf
Der Tschitschkajul entspringt im Ostteil der Tschulymebene, im äußersten Südosten des Westsibirischen Tieflands, gut 150 km nördlich von Bogotol unweit der Grenze zur Region Krasnojarsk. Er durchfließt die Ebene auf seiner gesamten Länge stark mäandrierend in vorwiegend westlicher Richtung bis zu seiner Mündung in den Tschulym, etwa 65 km nordnordwestlich von Assino.
Das Einzugsgebiet des Flusses umfasst 6150 km². Der Tschitschkajul hat nur wenige größere Nebenflüsse. Der längste ist mit 52 km die Grischina von links.
Der Abfluss 114 km oberhalb der Mündung beträgt im Jahresmittel 28,46 m³/s, bei einem maximalen monatlichen Mittel von 135 m³/s im Mai und einem minimalen monatlichen Mittel von 7,97 m³/s im März. Von Ende Oktober/November bis April/Anfang Mai friert der Fluss zu.
Das vom Tschitschkajul durchflossene Taigagebiet ist nur dünn besiedelt. Aus diesem Grund dient er auch nicht als Binnenwasserstraße, obwohl er ab dem Mittellauf auf knapp 200 km für kleinere Fahrzeuge schiffbar ist. Die einzigen am Fluss noch existierenden Dörfer sind Franzewo und unweit der Mündung Apsagatschewo, beide zum Rajon Perwomaiski gehörig, den der Tschitschkajul ab dem Mittellauf durchfließt, während sich der Oberlauf auf dem Territorium des Teguldetski rajon befindet. Unweit der Mündung quert die dem Tschulym folgende Eisenbahnstrecke Tomsk – Assino – Bely Jar den Tschitschkajul, sowie bei Franzewo eine 1954 eröffnete, vorwiegend forstwirtschaftlich genutzte Schmalspurbahn von Komsomolsk (Station Balagatschowo) in das nördlich des Flusses gelegene Waldgebiet Tschitschkajulskaja lesnaja datscha.